# 瓦塞
瓦塞（法語：Voisey，法語發音：[vwazɛ]）是法国上马恩省的一个市镇，属于朗格勒区。

## 地理
瓦塞（47°53'4"N, 5°46'56"E）面积31.6 平方千米，位于法国大東部大區上马恩省，该省份为法国东北部内陆省份，北起马恩省和默兹省，西接奥布省，西南接科多尔省，东南接上索恩省，东临孚日省。
与瓦塞接壤的市镇（或旧市镇、城区）包括：巴尔日、波旁莱班、谢佐、吉永韦勒、默莱、蒙沙尔沃、讷韦勒莱瓦塞、皮斯卢、苏瓦耶、韦勒、芒斯河畔罗西耶尔、芒斯河畔韦尔努瓦。

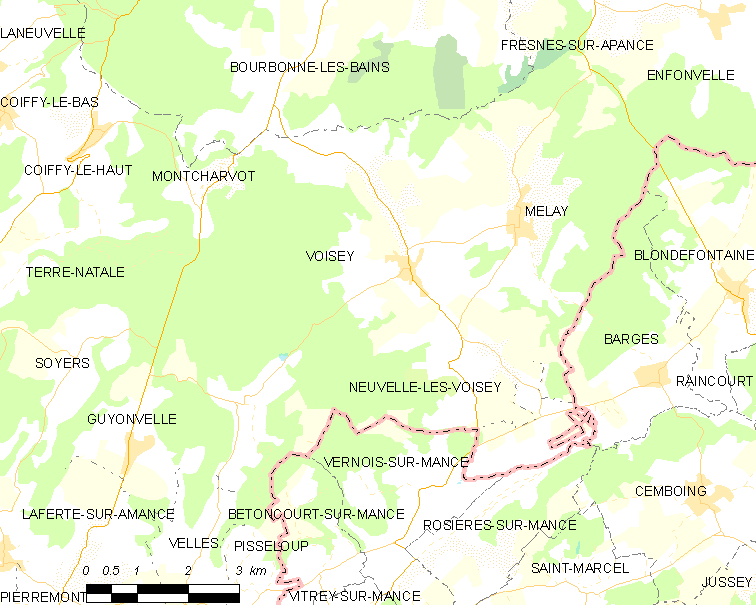
瓦塞的OSM定位图

瓦塞的时区为UTC+01:00、UTC+02:00（夏令时）。

## 行政
瓦塞的邮政编码为52400，INSEE市镇编码为52544。

## 政治
瓦塞所属的省级选区为波旁莱班县。

## 人口

1962-2008年间瓦塞人口变化图示

瓦塞于2022年1月1日时的人口数量为275人。